# Máel Dúin mac Áedo
Máel Dúin mac Áedo (m. 786) fue un posible Rey de Munster de los Eóganacht Locha Léin dentro de los Eóganachta. Era hijo de Áed Bennán mac Conaing (m. 733), rey de Iarmuman o Munster occidental y tataranieto de Áed Bennán mac Crimthainn (m. 618) que pudo haber sido Rey de todo Munster.
La dinastía de Eóganacht Locha Léin gobernaba el oeste de Munster o Iarmumu con autoridad sobre los pueblos circundantes y era semiindependiente de los gobernantes Eóganachta de Cashel. Máel Dúin posiblemente asumió el trono de Iarmumu en 747 cuando Cairpre hijo de Cú Dínisc murió en la Batalla de Carn Ailche (posiblemente Carnelly, Condado de Clare) en una guerra civil entre los hombres de Munster.
Su ascensión al trono de Munster no puede ser datada con certeza. Este ascenso rompió la rotación del trono de Munster entre las dinastías interiores de los Eóganachta. Los registros son bastante oscuros para el final del siglo VIII a partir del reinado del poderoso Cathal mac Finguine (muerto 742). El sucesor de Cathal, Cathussach mac Eterscélai sólo aparece como rey en las listas reales y el Laud synchronisms le atribuye un reinado de 27 años, lo que situaría el final de su reinado en 769.Sin embargo, los anales informan de Máel Dúin con anterioridad.
La información más antigua de temprano de Máel Dúin proviene de 757 cuándo los Anales de Tigernach informan que Maél  Dúin, al que se refieren como rey de Munster, dio muerte a Cummascach, Rey de los Uí Failge de Leinster de Offaly. No obstante, los Anales de Innisfallen (una fuente pro-Munster) y los Anales de Úlster (una crónica más primaria) no dicen nada al respecto. Posteriormente, en 766, los Anales de Innsifallen cuetan que fue derrotado por los Uí Fidgenti y los Arad Cliach del Condado de Limerick en la Batalla de Énboth Breg. En esta mención no se le atribuye ningún título. Su siguiente mención es su obituario en 786. En los Anales de Ulster se le cita como Rey único de Irluachair (Iarmumu) mientras en los Anales de Innsifallen aparece como Rey de Munster.
Durante su supuesto reinado el rey supremo Donnchad Midi de Clann Cholmáin hizo una expedición a Munster en 775 devastando el reino y causando la muerte de muchos hombres de Munster. Al año siguiente, con la ayuda de los hombres del monasterio de Durrow, el rey supremo lanzó otra expedición que llevó a una batalla en la que nuevamente murieron muchos soldados de Munster. En 779 hay constancia de una guerra civil en Munster debido a conflictos en Desmond (Munster del sur), en la que el Rey de Eóganacht Raithlind, Fergal hijo de Éladach, murió a manos de Breislén de Béirre en el territorio de los Corcu Loígde. El nombre de Máel Dúin  no aparece en relación con estos hechos.
Fue sucedido como rey de Iarmumu por Cú Chongelt mac Cairpri (m. 791). Su hijo Cobthach mac Máel Dúin (m. 833) fue rey de Loch Léin.